# Canton du Creusot-Ouest
Le canton du Creusot-Ouest est un ancien canton français situé dans le département de Saône-et-Loire et la région Bourgogne-Franche-Comté.

## Histoire
Ancien canton du Creusot : voir canton du Creusot-Est.

## Représentation
| Période | Période | Identité        | Étiquette | Qualité |
| ------- | ------- | --------------- | --------- | --- |
| 1973    | 1976    | Henri Pretet    | RI        | Responsable du service ""cadres"" aux usines du Creusot Adjoint au Maire du Creusot Ancien conseiller général du canton du Creusot (1966-1973) |
| 1976    | 1988    | Camille Dufour  | PS        | Ouvrier Maire du Creusot de 1977 à 1995 |
| 1988    | 2015    | Serge Chevalier | PS        | Maire-adjoint du Creusot |

## Composition
| Communes   | Population (2012) | Code postal | Code Insee |
| ---------- | ----------------- | ----------- | ---------- |
| Le Creusot | 26 283            | 71200       | 71153      |

(1) fraction de commune.

## Démographie
| 1962 | 1968 | 1975 | 1982 | 1990 | 1999   | 2007   |
| ---- | ---- | ---- | ---- | ---- | ------ | ------ |
| -    | -    | -    | -    | -    | 13 970 | 13 265 |